# Secondiano
Secondiano  è un nome proprio di persona italiano maschile.

## Varianti
- Femminili: Secondiana[2]

### Varianti in altre lingue
- Catalano: Secundià[3]
- Francese: Sécondien
- Inglese: Secundian
- Latino: Secundianus[1][3]
- Spagnolo: Secundiano[3]

## Origine e diffusione
Deriva dal cognomen romano Secundianus, un patronimico basato sul nome Secundus (quindi "appartenente a Secondo", "discendente di Secondo"), analogamente al nome Secondino.
È accentrato in Lazio, anche se va detto che la sua diffusione è molto scarsa.

## Onomastico
L'onomastico si può festeggiare il 9 agosto in memoria di san Secondiano, martire con i santi Marcelliano e Veriano presso Civitavecchia sotto Decio; un altro santo con questo nome, martire a Concordia Sagittaria con diversi altri compagni sotto Diocleziano, è ricordato il 17 febbraio.